# Microlepidozia capillaris
Microlepidozia capillaris là một loài rêu tản trong họ Lepidoziaceae. Loài này được (Sw.) Fulford miêu tả khoa học lần đầu tiên năm 1966.